# Ħamrun Spartans Football Club
L'Ħamrun Spartans Football Club è una società calcistica maltese con sede nella cittadina di Ħamrun.
Nella stagione 2024-25 ha partecipato alla BOV Premier League, la massima divisione del campionato maltese, di cui si è laureata campione per la quarta volta negli ultimi cinque anni.

## Storia
Disputa le sue partite casalinghe nel Victor Tedesco, stadio con 6.000 posti a sedere.
Ha vinto 11 campionati maltesi, 6 Coppe di Malta e 5 Supercoppe di Malta.
Nel 2021 si è laureato campione di massima divisione, dopo l'interruzione anticipata del torneo disposta dalla Malta Football Association. Due anni dopo, ha nuovamente vinto il titolo, inaugurando una serie di tre successi di fila nella massima competizione maltese.
I colori sociali sono il rosso e il nero.

## Palmarès

### Competizioni nazionali
- Campionato maltese: 11

1913-1914, 1917-1918, 1946-1947, 1982-1983, 1986-1987, 1987-1988, 1990-1991, 2020-2021, 2022-2023, 2023-2024, 2024-2025
- Maltese Cup: 6

1982-1983, 1983-1984, 1986-1987, 1987-1988, 1988-1989, 1991-1992
- MFA Super Cup: 7

1986, 1987, 1988, 1990, 1991, 2023, 2024

### Altri piazzamenti
- Campionato maltese:

Secondo posto: 1911-1912, 1912-1913, 1914-1915, 1919-1920, 1948-1949, 1949-1950, 1951-1952, 1983-1984, 1984-1985, 1992-1993
- Coppa di Malta:

Finalista: 1945-1946, 1968-1969, 1994-1995, 2007-2008
Semifinalista: 2009-2010, 2024-2025
- Second Division (Malta):

Secondo posto: 2014-2015

## Statistiche e record

### Partecipazioni ai tornei internazionali
L'Ħamrun Spartans ha partecipato 11 volte alle Coppe europee; il miglior risultato è l'approdo agli spareggi della UEFA Conference League 2022-2023, partendo dal primo turno, dopo aver eliminato gli armeni del Alaškert, poi i bosniaci del Velež Mostar, quindi i bulgari del Levski Sofiaai tiri di rigore, venendo infine sconfitto dal Partizan. Ha replicato tale risultato nel UEFA Conference League 2025-2026, partendo però dal primo turno di qualificazione della Champions League (match ancora da disputare).
Oltre questo piazzamento si registra un solo passaggio al secondo turno in Coppa delle Coppe 1984-85. In tutte le altre occasioni ci sono state eliminazioni nel primo turno, spesso con un largo margine di gol.

## Organico

### Rosa 2025-2026
| N. |                           | Ruolo | Calciatore               |
| -- | ------------------------- | ----- | ------------------------ |
| 1  | Malta (bandiera)          | P     | Henry Bonello (capitano) |
| 2  | Brasile (bandiera)        | D     | Rafael Compri            |
| 3  | Malta (bandiera)          | D     | Nikolai Micallef         |
| 5  | Malta (bandiera)          | D     | Sven Xerri               |
| 6  | Malta (bandiera)          | C     | Daniel Letherby          |
| 8  | Malta (bandiera)          | C     | Matías García            |
| 9  | Italia (bandiera)         | A     | Saliou Thioune           |
| 10 | Malta (bandiera)          | C     | Joseph Mbong             |
| 13 | Italia (bandiera)         | D     | Vincenzo Polito          |
| 16 | Malta (bandiera)          | A     | Scott Camilleri          |
| 17 | Italia (bandiera)         | C     | Gabriel Adragna          |
| 19 | Costa d'Avorio (bandiera) | A     | N'Dri Philippe Koffi     |
| 20 | Montenegro (bandiera)     | C     | Jovan Čađenović          |
| 22 | Malta (bandiera)          | C     | Gabriel Vella            |

| N. |                     | Ruolo | Calciatore      |
| -- | ------------------- | ----- | --------------- |
| 23 | Malta (bandiera)    | D     | Kydin Hili      |
| 24 | Malta (bandiera)    | P     | Matthias Debono |
| 25 | Brasile (bandiera)  | C     | Ederson         |
| 27 | Serbia (bandiera)   | C     | Ognjen Bjeličić |
| 28 | Albania (bandiera)  | A     | Redon Mihana    |
| 33 | Lituania (bandiera) | C     | Domantas Šimkus |
| 45 | Italia (bandiera)   | A     | Junior Djile    |
| 47 | Belgio (bandiera)   | C     | Mouad El Fanis  |
| 77 | Svizzera (bandiera) | A     | Merlin Hadzi    |
| 80 | Brasile (bandiera)  | A     | Jonny Robert    |
| 88 | Malta (bandiera)    | C     | Bjorn Buhagiar  |
| 91 | Brasile (bandiera)  | C     | Emerson         |
| 94 | Malta (bandiera)    | D     | Ryan Camenzuli  |
| 98 | Brasile (bandiera)  | P     | Célio           |